# Katolička Crkva u Eritreji
Katolička Crkva u Eritreji je vjerska zajednica u Eritreji, dio opće Katoličke Crkve u punom zajedništvu s rimskom kurijom i papom, trenutno Franjom. Crkva je alekasndrijskog obreda.

## Povijest
Prvu katoličku jurisdikciju u državi imala je apostolska prefektura Eritreja latinskog obreda, koja je 1894. odvojena od apostolskog vikarijata u Egiptu. Prefektura postaje apostolski vikarijat 1911. sa sjedištem u Asmari. U vrijeme dok je Eritreja bila talijanska kolonija u njoj je živio veći broj rimokatolika (oko 1000 u 1911., 76 000 u 1939.), ali većina njih napušta Eritreju poslije Drugog svjetskog rata.
Eritreja dobiva prvu etiopsko-katoličku jurisdikciju 1930., ordinarij Eritreja koja 1951. postaje apostolska egzarhija sa sjedištem u Asmari.
Nakon što je Eritreju 1961. anektirala Etiopija, egzarhija postaje eparhija u novoosnovanoj crkenoj provinciji Adis Abebi.

#### Neovisnost
Iste godine kada je osnovana asmarska eparhija, izbija sukob između Eritreje i Etiopije i Etiopija pokušava uspostaviti kontrolu nad ovom oblasti.
To je rezultiralo 30-o godišnjim eritrejskim ratom za nezavisnost. Referendum koji je održan 1993., potvrdio je želju Eritrejaca za otcjepljenjem od Etiopije.
Papa Ivan Pavao II. zbog neovisnosti Eritreje osniva autonomnu Eritrejsku katoličku crkvu. On je uzdigao asmarsku eparhiju u nadeparhiju i osnovao je još dvije eparhije sa sjedištima u Karenu i Barentu. Apostolski vikarijat za rimikatolike je ukinut i oni su stavljeni pod jurisdikciju lokalnih eritrejskih biskupa. Papa Benedikt XVI. osniva četvrtu eparhiju sa sjedištem u Segeneiti 24. veljače 2012, koja je izdvojena iz asmarske nadeparhije.
Računa se da Katolička crkva u Eritreji ima oko 150 000 članova što je oko 5% stanovništva Eritreje.
Leo Boccardi je 2011. postao apostolski nuncij za Eritreju i Sudan sa sjedištem u Kartumu. Eritrejski biskupi ulaze u biskupsku konferenciju zajedno s etiopskim biskupima.

## Vanjske poveznice
- «Giga-Catholic Information» o Eritreji